# 烏姆賈利勒
35°49′39″N 2°37′26″E / 35.82750°N 2.62389°E

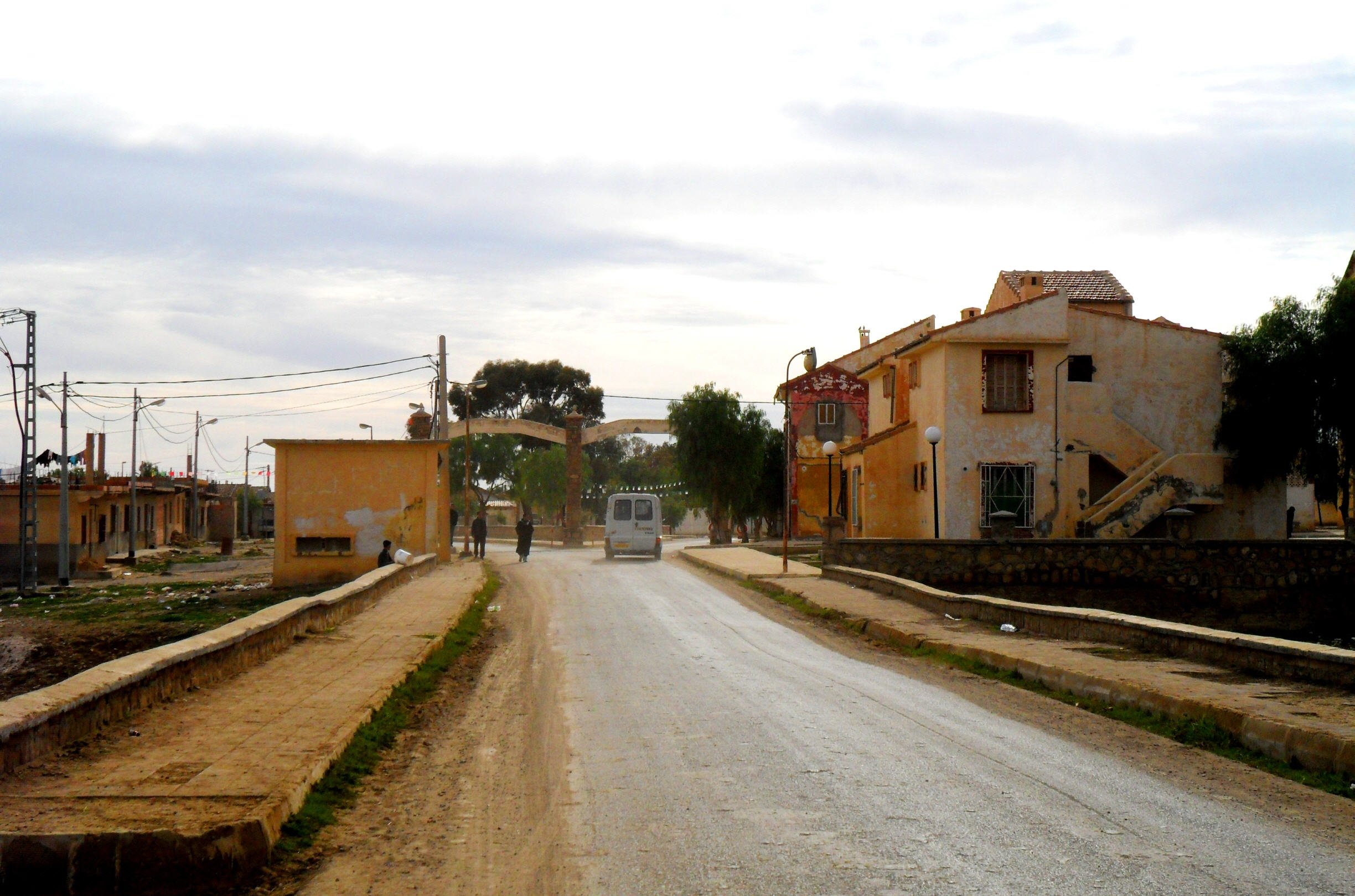
烏姆賈利勒

烏姆賈利勒（阿拉伯语：أم الجليل），是阿爾及利亞的城鎮，位於該國北部麥迪亞省，由阿齊茲區負責管轄，面積74平方公里，2008年人口3,625，人口密度每平方公里49人。